# Monceau-Saint-Waast
Monceau-Saint-Waast – miejscowość i gmina we Francji, w regionie Hauts-de-France, w departamencie Nord.
Według danych na rok 1990 gminę zamieszkiwało 576 osób, a gęstość zaludnienia wynosiła 97 osób/km² (wśród 1549 gmin regionu Nord-Pas-de-Calais Monceau-Saint-Waast plasuje się na 734. miejscu pod względem liczby ludności, natomiast pod względem powierzchni na miejscu 599.).